# Vražda v Klánovickém lese (2023)
Vražda v Klánovickém lese je násilný akt, při kterém došlo k zastřelení muže ve věku 32 let a jeho dvouměsíční dcery. K události došlo před třetí hodinou odpolední 15. prosince 2023 v lesním porostu městské části Praha-Klánovice. Podle policie vedou indicie ke stejnému pachateli, který je též podezřelý z vraždy otce v Hostouni a mnohonásobné vraždy v budově Filozofické fakulty Univerzity Karlovy v Praze asi o týden později.